# Eva Schörkhuber
Eva Schörkhuber (* 1982 in St. Pölten) ist eine österreichische Autorin.

## Leben
Eva Schörkhuber hat Germanistik und Komparatistik in Wien und Marseille studiert. Neben Unterrichtstätigkeiten in Oran und Algier ist sie Herausgeberin, Lektorin, Dramaturgin, Autorin und Lehrbeauftragte. Sie ist außerdem bei textfeld südost tätig – die literarische Plattform organisiert u. a. die Wiener Soundspaziergänge sowie das Literaturfestival "Sommerloch". Weiters ist sie Redaktionsmitglied bei PS – Politisch Schreiben / Anmerkungen zum Literaturbetrieb. Ihre Dissertation handelt vom Archivbegriff in der mitteleuropäischen Literatur.

## Werk
In Schörkhubers Roman Quecksilbertage (2014), der in Wien spielt, geht es um Verwicklungen aus Vergangenheit, Gegenwart und Zukunft. Die Erzählinstanz, in den frühen Dreißigern, die nicht mehr zur Generation Praktikum gehören will, überlegt, wie das Leben als Scherenschnitt aussehen würde, mit den ganzen Schnitten darin und mit den Kerben kalter Zeit; sie hätte nach einem bestimmten Muster ihr Werk verrichtet. Mit ihrer Vergangenheit kann die erzählende Instanz nichts anfangen, hat zu ihr keinen Zugang finden können. Auf der Suche nach Gegenwart und Vergangenheit, der eigenen wie des Landes, will sie ihre Sicht ändern und nichts mehr einfach hinnehmen. Was würde noch auf sie zukommen?
Der Literaturkritiker Christian Schacherreiter meint in einer Besprechung, die in den Salzburger Nachrichten erschienen ist, Eva Schörkhuber habe mit Quecksilbertage einen Roman vorgelegt, der allein aufgrund seiner herausragenden sprachlichen Qualität beeindrucke. Aber auch das Thema des Buchs habe einige Brisanz.
Ihre Erzählung Die Blickfängerin (2013) verleiht dem Wort „Augenblick“ seine doppelte Bedeutung, indem aus der Perspektive einer Frau erzählt wird, die Blicke von Menschen, die an den Rändern der Gesellschaft leben, dauerhafter macht. Sie fängt Blicke auf Video ein und ordnet sie anschließend bestimmten Kategorien zu. Dabei wird ihr klar, dass ein Dokumentieren dieser Art keine Privatsache ist, denn es wird Distanz gebrochen, wenn sich Menschen begegnen, von denen einige durch eine Kameralinse schauen und andere sich politisch äußern, etwa weil sie sich äußern müssen, um nicht aus der Gemeinschaft des Mittelstands ausgestoßen zu sein, Geflüchtete zum Beispiel. Die selbst erlebte Fluchtgeschichte nimmt langsam Gestalt an, nachdem die Erzählerin begonnen hat, einem der Blicke nach draußen zu folgen.

## Auszeichnungen
- Förderungspreis für Literatur der Stadt Wien 2022
- Langzeitstipendium für Literatur des BMKOES 2022
- author@musil in Klagenfurt 2020[8]
- Buchprämie der Stadt Wien 2015
- Theodor-Körner-Preis 2013
- exil-literaturpreis 2012

## Werke (Auswahl)
- Die wunderbare Insel. Nachdenken über den Tod. Edition Atelier, Wien 2023, ISBN 978-3-99065-099-8
- Die Gerissene. Roman. Edition Atelier, Wien 2021, ISBN 978-3-99065-047-9
- Nachricht an den Großen Bären. Roman. Edition Atelier, Wien 2017, ISBN 978-3-903005-27-3
- Quecksilbertage. Roman. Edition Atelier, Wien 2014, ISBN 9783902498960
- Die Blickfängerin. Erzählung. Edition Atelier, Wien 2013, ISBN 9783902498816
- Veröffentlichungen in Zeitschriften und Anthologien, z. B. Der Stoff, aus dem (in: literatur exil preise 2012)
- Textadaptionen für die Bühne, zuletzt: Die Schmerzmacherin (Regie: Alex.Riener, Uraufführung 2012 im Theater Drachengasse)

## Herausgeberschaften (Auswahl)
- Warum feiern. Beiträge zu 100 Jahren Frauenwahlrecht (gem. mit Elena Messner und Petra Sturm). Edition Atelier, Wien 2018, ISBN 978-3-903005-45-7
- Aus allen Richtungen: Karlsplatzierungen (gem. mit Elena Messner und Jenny Dünser). sonderzahl, Wien 2014, ISBN 9783854494300
- Verwegenes Pflaster: Museumseinquartierungen (gem. mit Elena Messner und Jenny Dünser). sonderzahl, Wien 2013, ISBN 9783854493990
- Mit allen Wassern: Donaukanalisierungen (gem. mit Elena Messner). sonderzahl, Wien 2012, ISBN 9783854493792